# United States Climate Alliance
La United States Climate Alliance (en français Alliance pour le climat des États-Unis) est un groupe d'États et de territoires américains, créé le 1er juin 2017, qui s'engagent à respecter l'Accord de Paris sur le climat, en atteignant l'objectif américain de réduire les émissions de 26 à 28% par rapport aux niveaux de 2005 et d'ici à 2025 et en dépassant les objectifs du Clean Power Plan (en).
Les États et territoires membres représentent 54 % de la population américaine et 57 % du PIB des États-Unis en 2025. Ils ont émis 14,3 % des émissions de dioxyde de carbone aux États-Unis en 2014.

## Membres
Au 1er janvier 2020, l'alliance comprend 26 membres, correspondant à 24 États des États-Unis et 2 Territoires des États-Unis (Puerto Rico et les Samoa américaines). Les membres fondateurs sont les États de Californie, New York et Washington.
| États et territoires | Gouverneur             | Partie | Partie      | Date d'adhésion   |
| -------------------- | ---------------------- | ------ | ----------- | ----------------- |
| Californie           | Gavin Newsom           |        | Démocrate   | 1er juin 2017     |
| New York             | Andrew Cuomo           |        | Démocrate   | 1er juin 2017     |
| Washington           | Jay Inslee             |        | Démocrate   | 1er juin 2017     |
| Connecticut          | Ned Lamont             |        | Démocrate   | 2 juin 2017       |
| Rhode Island         | Gina Raimondo          |        | Démocrate   | 2 juin 2017       |
| Massachusetts        | Charlie Baker          |        | Républicain | 2 juin 2017       |
| Vermont              | Phillip Scott          |        | Républicain | 2 juin 2017       |
| Oregon               | Kate Brown             |        | Démocrate   | 2 juin 2017       |
| Hawaii               | David Ige              |        | Démocrate   | 2 juin 2017       |
| Virginie             | Ralph Northam          |        | Démocrate   | 5 juin 2017       |
| Minnesota            | Tim Walz               |        | DFL         | 5 juin 2017       |
| Delaware             | John Carney            |        | Démocrate   | 5 juin 2017       |
| Puerto Rico          | Wanda Vázquez          |        | PNP         | 5 juin 2017       |
| Colorado             | Jared Polis            |        | Démocrate   | 11 juillet 2017   |
| Caroline du Nord     | Roy Cooper             |        | Démocrate   | 20 septembre 2017 |
| Samoa américaines    | Lolo Matalasi Moliga   |        | Démocrate   | 20 septembre 2017 |
| Maryland             | Larry Hogan            |        | Républicain | 10 janvier 2018   |
| New Jersey           | Phil Murphy            |        | Démocrate   | 21 février 2018   |
| Illinois             | J. B. Pritzker         |        | Démocrate   | 23 janvier 2019   |
| Nouveau-Mexique      | Michelle Lujan Grisham |        | Démocrate   | 29 janvier 2019   |
| Michigan             | Gretchen Whitmer       |        | Démocrate   | 4 février 2019    |
| Wisconsin            | Tony Evers             |        | Démocrate   | 12 février 2019   |
| Maine                | Janet Mills            |        | Démocrate   | 28 février 2019   |
| Nevada               | Steve Sisolak          |        | Démocrate   | 12 mars 2019      |
| Pennsylvanie         | Tom Wolf               |        | Démocrate   | 29 avril 2019     |
| Montana              | Steve Bullock          |        | Démocrate   | 1er juillet 2019  |

## Mayors National Climate Action Agenda
| Ville        | Etats            | Population | Superficie totale | Maire                 |
| ------------ | ---------------- | ---------- | ----------------- | --------------------- |
| Alameda      | Californie       | 77 624     | 59,83 km²         | Marilyn Ezzy Ashcraft |
| Albany       | Californie       | 19 696     | 14,16 km²         | Rochelle Nason        |
| Albany       | New York         | 96 460     | 56,81 km²         | Kathy Sheehan         |
| Albany       | Oregon           | 55 338     | 46,28 km²         | Sharon Konopa         |
| Albuquerque  | Nouveau Mexique  | 560 513    | 489,17 km²        | Tim Keller            |
| Alexandria   | Virginie         | 159 428    | 39,75 km²         | Justin Wilson         |
| Allentown    | Pennsylvanie     | 121 442    | 46,60 km²         | Ray O'Connell         |
| Ambler       | Pennsylvanie     | 6 491      | 2,21 km²          | Jeanne Sorg           |
| Amesville    | Ohio             | 153        | 0,57 km²          | Gary Goosman          |
| Anchorage    | Alaska           | 288 000    | 4,420,59 km²      | Austin Quinn-Davidson |
| Anderson     | Caroline du Sud  | 27 676     | 37,58 km²         | Terence Roberts       |
| Ann Arbor    | Michigan         | 119 980    | 74,56 km²         | Christopher Taylor    |
| Annapolis    | Maryland         | 39 223     | 21,01 km²         | Gavin Buckley         |
| Apalachicola | Floride          | 2 354      | 6,80 km²          | Van W. Johnson        |
| Arcata       | Californie       | 18 431     | 29,63 km²         | Michael Winkler       |
| Ardsley      | New York         | 4 502      | 3,42 km²          | Nancy Kaboolian       |
| Arvin        | Californie       | 21 851     | 12,48 km²         | Jose Gurrola, Jr.     |
| Asheville    | Caroline du Nord | 92 870     | 119,01 km²        | Esther Manheimer      |
| Aspen        | Colorado         | 7 401      | 9,98 km²          | Torre                 |
| Athens       | Ohio             | 24 536     | 26,02 km²         | Steve Patterson       |
| Atlanta      | Géorgie          | 506 811    | 354,22 km²        | Keisha Lance Bottoms  |
| Austin       | Texas            | 978 908    | 845,66 km²        | Steve Adler           |
|              |                  |            |                   |                       |
|              |                  |            |                   |                       |
|              |                  |            |                   |                       |
|              |                  |            |                   |                       |